# ۹۷۴ (قمری)
۹۷۴ (قمری)، نهصد و هفتاد و چهارمین سال در گاهشماری هجری قمری است. اول محرم این سال برابر با بیست و نهم ژوئیه سال ۱۵۶۶ میلادی است.

## وابسته
- خط تعلیق